# Parlamentswahl in Nordmazedonien 2024
- Levica: 6
- ZNAM: 6
- SDSM: 18
- BDI: 19
- VLEN: 13
- VMRO: 58

Die Parlamentswahl in Nordmazedonien 2024 zum Parlament der Republik Nordmazedonien fand am 8. Mai 2024, zeitgleich mit der zweiten Runde der Präsidentschaftswahl statt. Zur Parlamentswahl bewarben sich 17 Kandidatenlisten. Die vorgezogene Parlamentswahl wurde als Versuch angesehen, einen Ausweg aus dem innenpolitischen Stillstand zu finden, der durch den Boykott der parlamentarischen Opposition, angeführt von der VMRO-DPMNE, gegen die erforderlichen Verfassungsänderungen für den Beginn der EU-Beitrittsverhandlungen entstanden ist.
An der elften Parlamentswahl im Land nahmen 17 politische Parteien und Koalitionen teil. Das Wahlsystem ist proportional, wobei Nordmazedonien in sechs Wahlkreise unterteilt ist, in jedem werden 20 Abgeordnete gewählt. Die abgegebenen Stimmen werden nach dem D’Hondt-Verfahren ausgezählt.
Das Ergebnis war ein Sieg für die Opposition unter der rechten VMRO-DPMNE und eine große Niederlage für das bisher regierende Bündnis „Für eine Europäische Zukunft“.

## Ausgangslage
Bei der Parlamentswahl im Juli 2020 wurde die sozialdemokratische SDSM mit 35,89 % stärkste Kraft. Die nationalkonservative VMRO-DPMNE erreichte mit 34,56 % allerdings nur zwei Parlamentssitze weniger als die Sozialdemokraten. Daraufhin bildete sich eine Regierung aus SDSM, BDI, A und PDSH, die Dimitar Kovačevski zum Ministerpräsidenten wählte.
Am 28. Januar 2024 wurde Talat Xhaferi von der albanischen Mitte-links-Partei BDI zum Ministerpräsidenten einer geschäftsführenden Übergangsregierung gewählt, dessen Aufgabe ist, die Parlamentswahl zu organisieren. Talat Xhaferi löste den bisher regierenden Dimitar Kovačevski ab, da sich die bedeutenden politischen Kräfte Nordmazedoniens im Przino-Abkommen auf eine Neuwahl geeinigt hatten. Die Übergangsregierung besteht damit sowohl aus Ministern der bisherigen Regierungsparteien als auch aus bisherigen Oppositionsparteien. Trotz dessen wurde die Regierung nur von 65 von 120 Abgeordneten – und damit den Stimmen der bisherigen Regierung unter Dimitar Kovačevski – im nordmazedonischen Parlament gewählt.
Trotz der besseren Presse- und Meinungsfreiheit seit der Machtübernahme durch die SDSM im Jahre 2016 besteht eine große Unzufriedenheit mit den regierenden Sozialdemokraten, da die Wirtschaft stagniert und sich der EU-Beitritt seit über 20 Jahren hinzieht. Die oppositionelle VRMO-DPMNE nutzt diese Unzufriedenheit und fährt einen patriotischen, anti-bulgarischen Wahlkampf.
Am 25. März einigten sich die albanische Mitte-links BDI, die albanische Mitte-rechts PDSH, die pro-europäische Evropskata demokratska partija und die Narodno dviženje auf ein gemeinsames Wahlbündnis. Das Vier-Parteien-Bündnis „Fronti Europian“ (Europäische Front) präsentiert sich pro-europäisch und befürwortet die NATO-Mitgliedschaft.

## Folgen
Am 23. Juni 2024 wurde die neue, von VMRO-DPMNE-Parteichef Hristijan Mickoski angeführte, Regierung vereidigt. Sie besteht neben der deutlich dominierenden VMRO-DPMNE aus der albanischen Minderheitenpartei VLEN und der linken ZNAM. Regierungschef Mickoski erklärte zum Amtsantritt, dass er Nordmazedonien klar in der NATO und er EU sehe. Darüber hinaus erklärte er, dass Nordmazedonien im Russischen Überfall auf die Ukraine eindeutig auf der ukrainischen Seite stehe.